# 3476 Dongguan
3476 Dongguan је астероид главног астероидног појаса. Приближан пречник астероида је 31,53 ,
а средња удаљеност астероида од Сунца износи 3,158 астрономских јединица (АЈ).
Инклинација (нагиб) орбите у односу на раван еклиптике је 21,621 степени, а орбитални период износи 2050,535 дана (5,614 година). Ексцентрицитет орбите астероида износи 0,195.
Апсолутна магнитуда астероида износи 11,90 а геометријски албедо 0,030.
Астероид је откривен 28. октобра 1978. године.